# Величко Андрій Андрійович
Андрі́й Андрі́йович Вели́чко (нар. 24 грудня 1944, Миколаїв) — український скульптор.

## Біографія
Народився 31 січня 1944 року в Миколаєві Львівської області. Навчався у місцевій середній школі № 1. 1968 року закінчив інженерний архітектурний факультет Львівського політехнічного інституту. Серед викладачів з фаху Степан Григорович Коропчак, Богдан Васильович Попович. Від 2000 року член Національної спілки художників. Працює в галузі монументальної та станкової скульптури. Займається також різьбою та акварельним живописом. Від 1976 року учасник обласних, а від 1997 — всеукраїнських художніх виставок. Персональні виставки відбулись у 1994 і 1996 роках у Львові. Створив для Миколаєва 16 пам'ятників та скульптур у храмах. Значну частину з них — безкоштовно.
Андрій Величко є сином архітектора Андрія Величка, внуком Миколи Величка (1867—1923) — різьбяра і будівничого, автора низки церков на Миколаївщині. Брат його діда — географ, професор, член НТШ Григорій Величко.

## Роботи
Станкові
- Портрет заслуженого будівельника Української ССР А. М. Величка. 1975, дерево, 59×40×45.[4]
- «Дерево життя» (1976).[1]
- «Задума» (1976).[1]
- «Світає» (1976).[1]
- «Шахтар» (1976, гіпс, 90×120×120).[5]
- Портрет майора М. Височанського (1977).[1]
- Портрет педіатра В. Томашова (1979).[1]
- «До гетьмана на раду…» (1979).[1]
- «Тут пройде магістраль» (1980).[1]
- «Квіти» (портрет доньки) (1980, тонований гіпс).[1]
- «Буйні пшеничні лани» (1986).[1]
- «Нічого кращого немає, як тая мати молодая…» (1989).[1]
- Портрет Уляни Кравченко (1994, склоцемент, Музей славетних людей Миколаївщини).[1]
- «Жіночий торс» (1995, склоцемент).[1]
- Портрет Романа Кудлика (1996).[1]
- «Жива вода» (1996, металопластика, латунь).[2]

Монументальні
- Дипломна робота «Меморіальний комплекс на місці загибелі 200 000 радянських громадян, розстріляних гітлерівцями»[1], створена 1968 року, здобула II диплом на всесоюзному огляді робіт у Москві 1969 року.[2]
- Декоративна композиція «Летіть ви голуби, летіть» в місті Єдинці, Молодова (1981).[2]
- Конкурсний проект пам'ятника Данилові Галицькому у Львові (1986, тонований гіпс).[1]
- «Архангел Михаїл» — конкурсний проект пам'ятника борцям за волю України у Львові (1986, тонований гіпс).[1]
- Пам'ятник полеглим воїнам УПА на Радіві (1990).[1]
- Надгробний пам'ятник Наталі Баран (1992, мармурова крихта).[3]
- Пам'ятник Тарасові Шевченку в Миколаєві Львівської області (1992, бронза).[1]
- Надгробні пам'ятники М. Левицькому та О. Мельнику (1996, мармурова крихта).[1]
- Меморіальна таблиця Володимирові Федусевичу на вулиці Устияновичів у Миколаєві Львівської області (1997).[6]
- Меморіальна таблиця митрополитові Андрею Шептицькому в церкві святого Миколая в Миколаєві Львівської області.[1]
- Статуя, яка зображує Матір Божу Покрову в Миколаєві Львівської області.[3]
- Монументальні погруддя Миколи і Корнила Устияновичів (у власності автора).[3]
- Пам'ятник жертвам комуністичних репресій у Закладському лісі (не завершений через недофінансування).[3]

## Родина
Дружина Марія Василівна Левицька 12.04.1946 р.
Син Остап 29.10.1970 р.
Донька Зоряна 14.04.1979 р.